# Notiophygus
Notiophygus is een geslacht van kevers uit de familie Discolomatidae.
Het geslacht is in 1834 opgericht door Hippolyte Louis Gory. Hij beschreef tegelijk vijf soorten uit Kaap de Goede Hoop:
- Notiophygus nigropunctatus
- Notiophygus dentipennis
- Notiophygus cinereus
- Notiophygus maculicornis
- Notiophygus parvulus

Notiophygus zijn vrij kleine, gedrongen kevers (2 tot 8 mm lang) met een ongeveer halfcirkelvormig lichaam. Ze zijn grijs tot zwart, met zwarte stipjes of vlekjes die het lichaam soms volledig bedekken.
Het geslacht komt voor in Zuid-Afrika.

## Soorten
- N. acutus John, 1967
- N. aemulus John, 1935
- N. affinis John, 1956
- N. aggestus John, 1963
- N. alienus John, 1929
- N. alius John, 1955
- N. ambiguus John, 1956
- N. andreaei John, 1929
- N. angulosus John, 1929
- N. aspersus John, 1955
- N. ater John, 1956
- N. atricapillus John, 1955
- N. atrocanus John, 1958
- N. baeus John, 1955
- N. baseniger John, 1935
- N. bimaculatus Grouvelle, 1927
- N. bisculptus John, 1956
- N. bokouganus John, 1956
- N. boltti John, 1963
- N. breuningi John, 1963
- N. brevipronotatus John, 1935
- N. cabrali John, 1956
- N. callani John, 1963
- N. canus John, 1935
- N. capensis John, 1971
- N. casio John, 1929
- N. cinerascens Grouvelle, 1927
- N. cinereus Gory, 1834
- N. circumcinctus John, 1935
- N. circumvallatus John, 1929
- N. cliens John, 1958
- N. comatus Grouvelle, 1927
- N. comes John, 1929
- N. commodus John, 1953
- N. compactus Grouvelle, 1927
- N. concinnus Grouvelle, 1927
- N. conicus John, 1958
- N. conjunctus John, 1968
- N. connatus John, 1929
- N. consanguineus John, 1935
- N. contractus John, 1956
- N. convexus Grouvelle, 1927
- N. conviator John, 1963
- N. cookei John, 1963
- N. cordiformis John, 1929
- N. corrotundus John, 1938
- N. crassipilus John, 1929
- N. cuspidatus John, 1929
- N. decoratus Grouvelle, 1927
- N. denticulatus Grouvelle, 1927
- N. dentipennis Gory, 1834
- N. depstus John, 1935
- N. dilutipes Grouvelle, 1927
- N. distans John, 1929
- N. distinctus John, 1956
- N. distractus John, 1965
- N. dregei John, 1941
- N. ducentisimus John, 1966
- N. ellipticus John, 1929
- N. enormis John, 1956
- N. erectepilusus John, 1935
- N. excisus John, 1963
- N. exiguus John, 1956
- N. exsculptus John, 1929
- N. flexibilis John, 1968
- N. forestarius John, 1965
- N. fulvipes John, 1956
- N. fulvus John, 1929
- N. fumosus John, 1935
- N. funestus Grouvelle, 1927
- N. fungivorus John, 1967
- N. glaucus John, 1964
- N. globulus John, 1967
- N. gracilis John, 1963
- N. granescens John, 1958
- N. granulatus Grouvelle, 1927
- N. griseovariegatus Grouvelle, 1927
- N. griseus John, 1955
- N. grissoniger John, 1965
- N. hamulus John, 1929
- N. heliophilus John, 1965
- N. hessei John, 1938
- N. hirsutus John, 1929
- N. humeralis Grouvelle, 1927
- N. ignoratus John, 1956
- N. imitans John, 1963
- N. impressus John, 1929
- N. impurus John, 1965
- N. incertus Grouvelle, 1927
- N. indalenus John, 1963
- N. inflexus John, 1956
- N. inops John, 1967
- N. inornatus John, 1963
- N. interiectus John, 1956
- N. intermixtus John, 1968
- N. inversemaculosus John, 1956
- N. kochi John, 1955
- N. krantzi John, 1938
- N. latus John, 1935
- N. lawrencei John, 1935
- N. ledouxi John, 1971
- N. leleupi John, 1965
- N. letabanus John, 1965
- N. levipilus John, 1929
- N. litoralis John, 1964
- N. livens Grouvelle, 1927
- N. longicornis John, 1956

- N. lugubrinus Grouvelle, 1927
- N. lunatus John, 1929
- N. lurulentus John, 1956
- N. maculicornis Gory, 1834
- N. marginatus Grouvelle, 1927
- N. marginepunctatus John, 1965
- N. marmoratus John, 1965
- N. milleri John, 1929
- N. minimus John, 1929
- N. mirus John, 1935
- N. mixtopilosus John, 1956
- N. montanus John, 1958
- N. morulus John, 1956
- N. mutans John, 1935
- N. natalicus John, 1929
- N. nigrodorsalis John, 1929
- N. nigropilosus John, 1929
- N. nigropunctatus Gory, 1834
- N. nivitarsus John, 1929
- N. nubiosus John, 1957
- N. obesus John, 1955
- N. oblongus John, 1929
- N. obscurus John, 1929
- N. obsoletus John, 1956
- N. occultomaculatus John, 1935
- N. olifantanus John, 1965
- N. opacoparvus John, 1957
- N. paidomaculosus John, 1929
- N. paracanus John, 1955
- N. parvulus Gory, 1834
- N. peniculus John, 1968
- N. perbrincki John, 1956
- N. perlongus John, 1955
- N. permutatus John, 1955
- N. perparvus John, 1929
- N. perplexus John, 1929
- N. personatus John, 1968
- N. piger John, 1956
- N. planus John, 1929
- N. plumbeus John, 1929
- N. postpreasus John, 1935
- N. praecurvatus John, 1929
- N. proavus John, 1957
- N. procerus John, 1929
- N. proximus John, 1956
- N. pseudoperplexus John, 1935
- N. pubescens Grouvelle, 1927
- N. pulcher John, 1965
- N. pulchripictus John, 1955
- N. pullus John, 1938
- N. raffrayi Grouvelle, 1927
- N. raripilus John, 1929
- N. refertus John, 1963
- N. rhodesiensis John, 1956
- N. riparius John, 1961
- N. rudebecki John, 1956
- N. rufirictus John, 1956
- N. sectator John, 1956
- N. secundus John, 1929
- N. separatus John, 1961
- N. silvestris John, 1961
- N. simillimus John, 1964
- N. simplex John, 1935
- N. simulatus John, 1935
- N. sordidus John, 1956
- N. splendidus John, 1929
- N. spurcus John, 1955
- N. straminicolus John, 1963
- N. stuckenbergi John, 1958
- N. subcinereus Grouvelle, 1927
- N. subconcinnus John, 1929
- N. subfuscus John, 1935
- N. subharenosus John, 1957
- N. sublunatus John, 1929
- N. submaculosus John, 1929
- N. subruber John, 1965
- N. subvelatus John, 1956
- N. sufflatus John, 1929
- N. swazianus John, 1963
- N. tenuis John, 1929
- N. thornei John, 1935
- N. transversus Grouvelle, 1927
- N. triangulatus John, 1929
- N. tritus John, 1967
- N. tuberosus John, 1968
- N. turneri John, 1929
- N. umdalanus John, 1956
- N. undulipennis John, 1929
- N. vanbruggeni John, 1964
- N. vansoni John, 1938
- N. varians John, 1964
- N. velatus John, 1935
- N. venustus John, 1929
- N. verticillatus John, 1965
- N. vicinus John, 1956
- N. vonpeezi John, 1967
- N. wezanus John, 1968
- N. zuluensis John, 1957